# 富士川の戦い
富士川の戦い（ふじかわのたたかい）は、平安時代後期の治承4年10月20日（ユリウス暦1180年11月9日、グレゴリオ暦16日）に駿河国富士川で源頼朝、武田信義と平維盛が戦った合戦である。治承・寿永の乱と呼ばれる一連の戦役の1つである。
石橋山の戦いで敗れた源頼朝は安房国で再挙し、進軍しながら東国武士がこれに参集して大軍に膨れ上がり、鎌倉に入る。一方、甲斐国で挙兵した武田信義らは駿河国目代を討ち取った。その両者が駿河国で合流し、都から派遣された平維盛率いる追討軍と戦い勝利し、頼朝は南坂東で、武田信義ら甲斐源氏は甲斐・駿河・遠江での割拠を確立させた。

## 時代背景
治承三年の政変により知行国主の多くが変更となり、それに伴い坂東は新知行国主の息のかかった平氏家人や平氏方目代により、上総氏、千葉氏、工藤氏などの旧知行国主に近い豪族たちが圧迫されていた。圧迫されていた豪族達は反撃の機会を窺っていた。
治承4年8月17日（1180年9月8日）、伊豆国に流されていた義朝の三男・頼朝は以仁王の令旨を奉じて、舅の北条時政や土肥実平、佐々木盛綱らと挙兵し、伊豆目代山木兼隆の館を襲撃して殺害した。だが、続く8月23日（9月14日）の石橋山の戦いで頼朝は大庭景親、伊東祐親率いる平家方に惨敗してしまう。
頼朝は山中に逃げ込んで平家方の追跡をかわし、土肥実平の手引きで船を仕立てて真鶴岬（神奈川県真鶴町）から安房国へ向かった。
頼朝に味方していた三浦一族も平家方の畠山重忠らに本拠衣笠城を攻められ、城を捨て、海上へ逃れた。

## 経過

### 頼朝の再挙

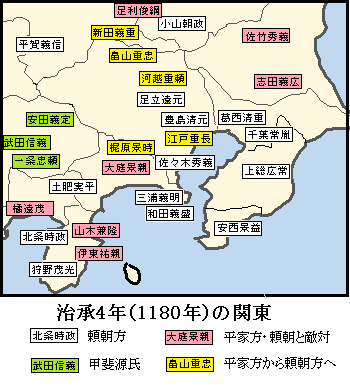
治承4年（1180年）の関東

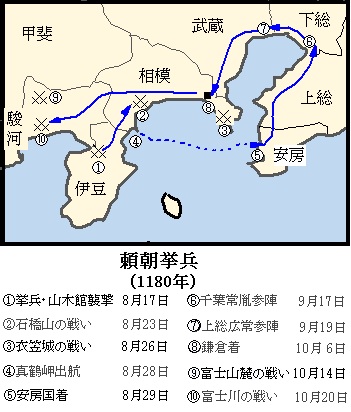
頼朝挙兵（1180年）

8月29日（9月20日）、頼朝は安房国平北郡猟島に到着した。同地で先発していた三浦一族らと、地元の豪族安西景益が頼朝らを迎え入れた。頼朝は和田義盛を千葉常胤へ、安達盛長を上総広常のもとへ派遣した。その他、小山朝政、下河辺行平そして豊島清元、葛西清重父子にも参陣するよう求めた。千葉常胤はただちにお迎えするとの返事を寄こし、挙兵して下総国府を襲い、平家一族の目代を殺したが（結城浜の戦い）、房総半島に大きな勢力を有する上総広常の向背には不安があった。9月13日（10月3日）、頼朝は300騎を率いて安房国を出立した。17日（10月7日）に頼朝は下総国府に入り、千葉常胤が一族を率いてこれを迎え、千葉氏の300騎を加えた。19日（10月9日）に武蔵国と下総国の国境の隅田川に達したところで、上総広常が2万騎の大軍を率いて参陣した。
29日（19日）の時点で、諸国の兵が集まり、2万5000余騎に膨れ上がっていた。
10月2日（10月22日）、頼朝は武蔵国へ入り、豊島清元、葛西清重、足立遠元、河越重頼、江戸重長、畠山重忠らが続々と参じた。頼朝の軍は数万騎の大軍に膨れ上がり、何らの抵抗を受けることなく10月6日（10月26日）に源氏累代の本拠地・鎌倉に入った。

### 甲斐源氏の挙兵
治承4年8月頃には武田信義、安田義定、一条忠頼ら甲斐源氏が挙兵して甲斐国を制圧した（『山槐記』）。8月25日には、石橋山で頼朝を破った大庭景親の弟俣野景久と駿河国目代が安田義定らと波志田山にて交戦した（波志田山合戦『吾妻鏡』）。駿河国へ侵攻し、10月14日（11月3日）に富士山の麓で目代橘遠茂の3000余騎を撃破した（鉢田の戦い『吾妻鏡』）。
鎌倉幕府による後年の編纂書である『吾妻鏡』では、頼朝は北条時政・加藤景廉らを派遣し、甲斐源氏はその指示のもとに行動していたように記されているが、これは幕府による後世の創作である。甲斐源氏は頼朝とは別に以仁王の令旨を受けて挙兵しており、この時期に頼朝の指揮下に入る理由がない。そもそも維盛の追討軍の目的は頼朝ではなく、甲斐源氏であったという見方もある。

### 追討軍の編成
頼朝挙兵の報は、9月1日（9月21日）に大庭景親より福原へもたらされた。5日（25日）に平清盛は追討軍を関東へ派遣することを決定した。
追討軍の編成は遅々として進まず、平維盛、忠度、知度らによる追討軍が福原を出立したのは22日（10月12日）であった。京に入っても、総大将の維盛と次将（参謀役）の藤原忠清が吉日を選ぶ選ばぬで悶着があり、京を発したのは29日（10月19日）になってしまった。
平家方が時間を空費している間に頼朝は関東で勢力を回復し、甲斐国では甲斐源氏が、信濃国では源義仲が挙兵した。
追討軍は進軍しながら諸国の「駆武者」をかき集めたことで7万騎（『平家物語』）の大軍となるが、所詮は寄せ集めであり、折からの西国の大飢饉で兵糧の調達に苦しみ、士気は非常に低かった。

### 三者の布陣
この項の以下の日付は『吾妻鏡』による。
10月13日（11月2日）、追討軍は駿河国へ入った。
10月14日（11月3日）の鉢田の戦いにて甲斐源氏は駿河の平氏方現地勢力を撃破する。
16日（5日）に頼朝は平氏軍を迎え撃つべく鎌倉を発する。
17日（11月6日）に武田信義は維盛に挑戦状を送りつけ、「かねてよりお目にかかりたいと思っていましたが、幸い宣旨の使者として来られたので、こちらから参上したいのですが路が遠く険しいのでここはお互い浮島ヶ原で待ち合わせましょう」という不敵な内容に侍大将の伊藤（藤原）忠清が激怒し、使者は斬らない兵法は私合戦に置いての事で、官軍には適用されないとして使者2人の首を斬った（『山槐記』『玉葉』『吉記』）。同日頼朝は相模国豪族波多野義常を討つために派兵する(『吾妻鏡』)
10月18日（11月7日）に大庭景親は1000騎を率いて駿河の維盛の軍に合流しようとするが、頼朝または甲斐源氏に行く手を阻まれ、相模国に留まった後、軍を解散し逃亡した。景親は後に頼朝に降参するが許されず、斬られている。
2万余騎の甲斐源氏の軍勢は10月18日（11月7日）に布陣した。同日夜頼朝は黄瀬川沿いに布陣した。
10月19日（11月8日）、伊豆から船を出して維盛と合流しようと図った伊東祐親・祐清父子が捕らえられた。
10月23日（11月12日）には、頼朝追討軍に従事していた印東常茂が上総広常に討ち果たされた。これにより、房総平氏は広常の許で統一されることになった。
大庭氏、伊東氏、駿河豪族などの在地親平氏勢力の壊滅や坂東などの豪族たちが雪崩をうって頼朝らについたという状況は、在地勢力による反乱軍への初期対応を戦略の一貫に組み込んでいた平氏方の構想を挫くことになった。

### 平家の撤退
『玉葉』によると18日、『吾妻鏡』によると20日、甲斐源氏の兵は富士川の東岸に進む。また、『吾妻鏡』によると頼朝は駿河国賀島に進んだとある。平家方はその西岸に布陣した。兵糧の欠乏により平家方の士気は低下し、まともに戦える状態になかった。『吾妻鏡』によると、この時点での平家方は4000余騎でかなり劣勢であり、さらに脱走者が相次いで2000騎ほどに減ってしまう有様だった。この要因として、平氏軍の大半が遠征の中途で徴発された駆り武者によって占められていることなどが挙げられている。両軍の兵力差から、平家方は戦う前から戦意を喪失しており、奇襲に対してかなり神経質になっていたものと思われる。

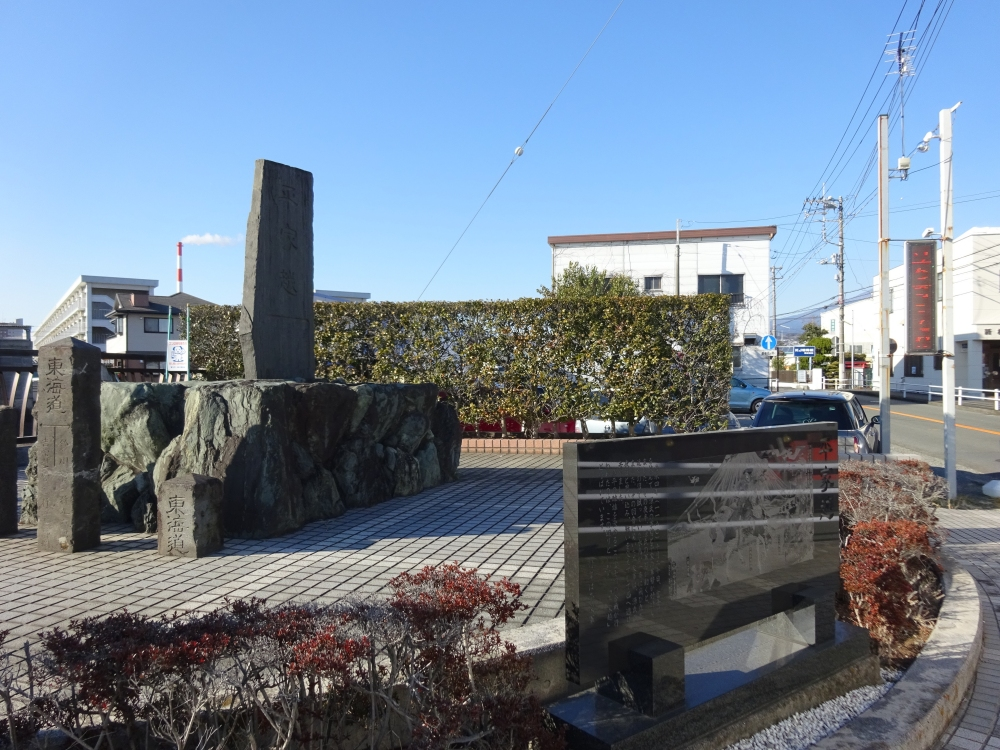
平家越の碑

両軍が対峙したその夜、平氏軍は突如撤退し、大規模な戦闘が行われないまま富士川の戦いは終結する。
なお、従来は頼朝が富士川の戦いの当事者と見なされていたが、近年の見解では合戦に勝利した主体そのものが甲斐源氏であり、『吾妻鏡』の記述は治承・寿永の乱で頼朝が常に源氏の中心であったかに装う後世の創作で、実際には頼朝は後方にあって副次的な役割しか果たしていないという説が有力である。近年発行の出版物では甲斐源氏主体説をとるものが増えている。

### 水鳥の羽音について
平氏撤退に関しては以下のような逸話が有名である。その夜、武田信義の部隊が平家の後背を衝かんと富士川の浅瀬に馬を乗り入れる。それに富士沼の水鳥が反応し、大群が一斉に飛び立った。『吾妻鏡』には「その羽音はひとえに軍勢の如く」とある。これに驚いた平家方は大混乱に陥った。『平家物語』や『源平盛衰記』はその狼狽振りを詳しく描いており、兵たちは弓矢、甲冑、諸道具を忘れて逃げまどい、他人の馬にまたがる者、杭につないだままの馬に乗ってぐるぐる回る者、集められていた遊女たちは哀れにも馬に踏み潰されたとの記載がある。事実がどのようなものであったかは不明ではあるが、平家軍に多少の混乱があったものと推察される。
平家方は恐慌状態に陥った自軍の混乱を収拾できず、忠清は撤退を進言した。総大将の維盛もこれに同意し、平家方は総崩れになって逃げ出した。遠江国まで退却するが、軍勢を立て直すことができず、全軍散り散りになり、維盛が京へ逃げ戻った時にはわずか10騎になっていた。
水鳥のエピソードは、太平の世で戦に不慣れとなっていた平家の軟弱さを示すものとして知られるが、軍記物語の『平家物語』や『源平盛衰記』はもちろん、『吾妻鏡』の記述は誇張ないしは虚構で、水鳥の羽音を敵襲と誤認したのではなく、水鳥の羽音で敵の夜襲を察知し、迎撃の準備ができていなかったので撤退したという見方もある。また、戦力差を考慮して水鳥の羽音とは関係なく撤退を決めていたとの見方もある。
この水鳥の羽音に関する各本の異同を一覧にすると以下のようになる。
- 『玉葉』…10月18日、羽音の記述はない。開戦前に平家側数百騎の兵が源氏に逃亡したため平家は撤退をした。
- 『山槐記』…10月19日、平家軍は水鳥の羽音に驚き、自ら陣営に火を放って撤退した。
- 『吉記』…日付不明、羽音の記述はない。敵の軍勢が多いのを見て撤退した。撤退時に敵からの放火と疑われる火災が起こり、それにより混乱があった。
- 『吾妻鏡』…10月20日、平家の諸将は包囲されるのを恐れていたところに水鳥の羽音がしたので撤退した。
- 『平家物語』…10月23日、平家軍は水鳥の羽音に驚き慌てて逃げ去る。
- 『源平盛衰記』…日付なし、平家軍は水鳥の羽音に驚き慌てて逃げ去る。

なお、『玉葉』のみ源氏の総指揮官を武田信義としている。また、『吉記』は開戦前に官軍に対して使者が送られたが、使者を送った元が頼朝か武田か不明としている。

### 黄瀬川の対面

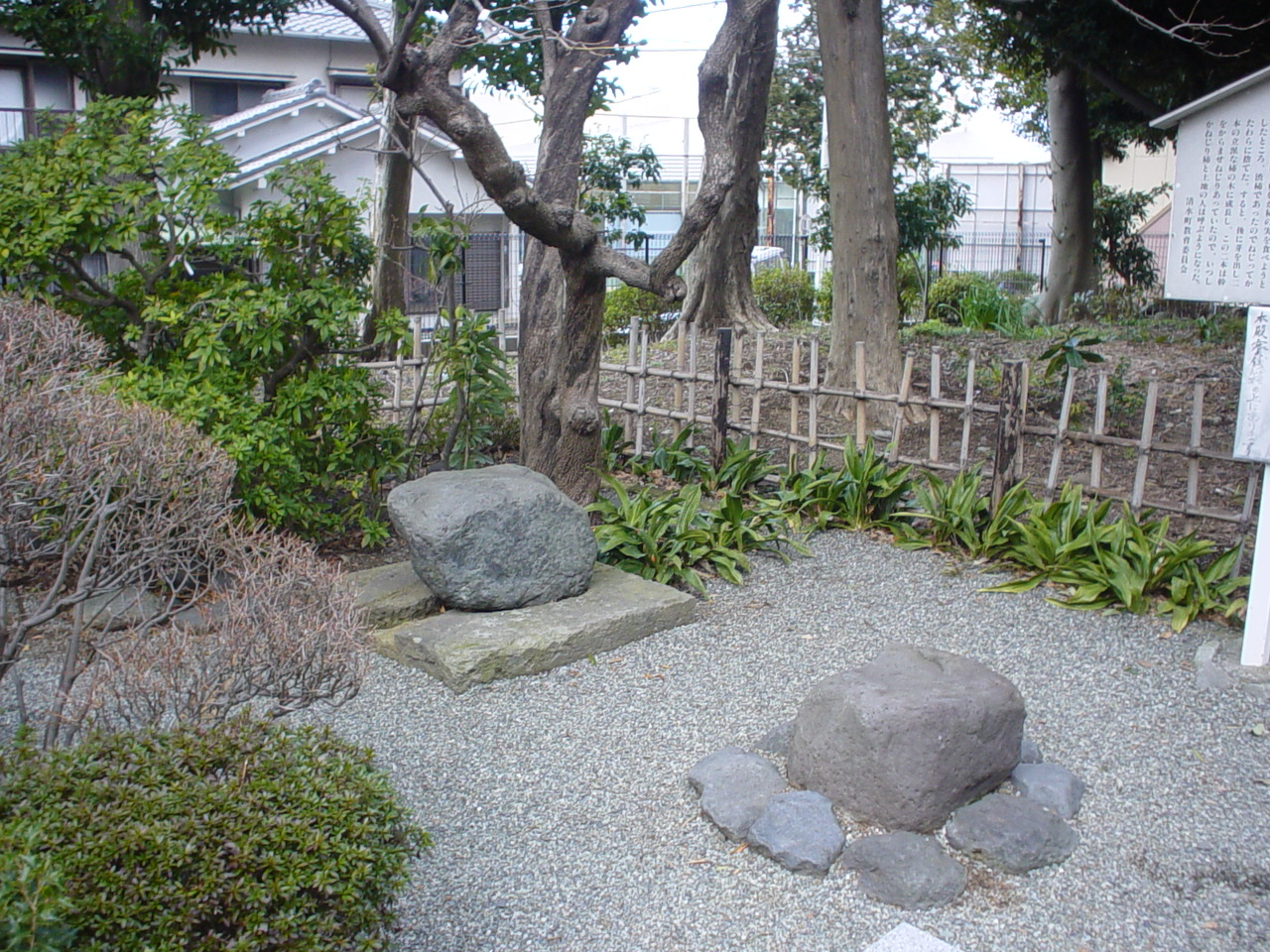
黄瀬川八幡神社にある頼朝と義経が対面し平家打倒を誓ったとされる対面石

合戦の翌21日（11月10日）、黄瀬川駅（静岡県駿東郡清水町）で若い武者が頼朝との対面を願い出た。『吾妻鏡』によると「弱冠一人」、『源平盛衰記』によると20余騎を率いていた。頼朝の挙兵を聞いて奥州平泉から駆けつけた弟の九郎義経であった。
土肥実平、岡崎義実、土屋宗遠は怪しんで取り次ごうとしなかったが、騒ぎを聞きつけた頼朝は「その者の歳の頃を聞くに、陸奥にいる九郎であろう」と言い、対面がかなった。頼朝は後三年の役で源義家が苦戦していた時、その弟の義光が官職を投げうって駆けつけた故事を引いて、義経の手を取って涙を流した。後に義経はもう一人の兄範頼とともに木曾義仲討滅、平家追討の指揮をとり、宇治川の戦い、一ノ谷の戦い、屋島の戦いで勝利し、そして壇ノ浦の戦いで平家を滅ぼすことになる。
『平治物語』によれば、頼朝と義経が対面したのは頼朝勢が鎌倉から足柄・箱根を越え黄瀬川に向かう途上の大庭野（神奈川県藤沢市大庭）となっている。また、平氏は富士川河畔に布陣したと記述があるが、頼朝は黄瀬川に到着したとあるのみで、甲斐源氏の布陣地については記述がない。

## 戦後
甲斐源氏は武田信義が駿河へ、安田義定は遠江へと本格的に進出し、駿河・遠江は甲斐源氏の勢力下に収まることになる。一方、頼朝はこのまま平家方を追撃して上洛しようと望むが、上総広常、千葉常胤、三浦義澄がこれに反対して東国を固めるよう主張した。頼朝は東国武士たちの意志に逆らうことができず、まだ頼朝の傘下に入っていない同盟軍武田信義が駿河、安田義定が遠江と坂東と都を結ぶ東海道の途上を制圧しているので、彼らの意向を無視して上洛することもできなかった。
結局、頼朝は鎌倉へ帰還したが、その帰還の途上、相模国府において本領安堵と敵から没収した領地の新恩給付を行なった。これは頼朝が反乱軍として出発したためできたことで、律令体制の下にある平氏政権とは別個の形で行ない得た事項であり、頼朝の権力の源泉の一つとなる行為であった。
その後、頼朝は佐竹秀義、志田義広、足利忠綱ら反対勢力を討って、東国の制圧に専念することになる。
一方、官軍を派兵して大敗を喫したのは平安初期の蝦夷征伐以来なかったことで、この敗戦に平清盛は激怒した。富士川の戦いの官軍敗北は畿内、北陸、四国などの反乱勢力の挙兵を誘発し、戦乱は東国のみの反乱に留まらず全国規模の内乱に発展していくこととなった。